# Мірослевешть
Мірослевешть, Мірослевешті (рум. Miroslăvești) — село у повіті Прахова в Румунії. Входить до складу комуни Пукеній-Марі.
Село розташоване на відстані 40 км на північ від Бухареста, 15 км на південь від Плоєшті, 101 км на південь від Брашова.

## Населення
За даними перепису населення 2002 року у селі проживали 1963 особи, з них 1961 особа (99,9%) румунів. Рідною мовою 1961 особа (99,9%) назвала румунську.